# Geissanthus vanderwerffii
Geissanthus vanderwerffii är en viveväxtart som beskrevs av J. J. Pipoly. Geissanthus vanderwerffii ingår i släktet Geissanthus och familjen viveväxter. Inga underarter finns listade i Catalogue of Life.